# Macau Open
Het Macau Open is een golftoernooi van de Aziatische PGA Tour.
De eerste editie was in 1998, sindsdien wordt het ieder jaar gespeeld op de Macau Golf & Country Club in Coloane. In 2008 werd het prijzengeld verhoogd van $ 300.000 naar $ 500.000. Het toernooi wordt georganiseerd door de Macau Sports Development Board (MSDB) en de Macau Golf Association.

## Winnaars
- 1998:  Satoshi Oide
- 1999:  Lee Westwood
- 2000:  Simon Dyson
- 2001:  Lian-wei Zhang
- 2002:  Lian-wei Zhang
- 2003:  Colin Montgomerie
- 2004:  Jason Knutzon

- 2005:  Ter-chang Wang
- 2006:  Kane Webber
- 2007:  Wen-teh Lu
- 2008:  David Gleeson
- 2009:  Thaworn Wiratchant
- 2010: Geen toernooi
- 2011:  Chan Yih-shin

- 2012:  Gaganjeet Bhullar
- 2013:  Scott Hend
- 2014:  Anirban Lahiri
- 2015:  Scott Hend
- 2016:  Pavit Tangkamolprasert
- 2017:  Gaganjeet Bhullar